# Hypsiboas rosenbergi
Hypsiboas rosenbergi là một loài ếch thuộc họ Nhái bén.
Loài này có ở Colombia, Costa Rica, Ecuador, và Panama.
Môi trường sống tự nhiên của chúng là rừng ẩm vùng đất thấp nhiệt đới hoặc cận nhiệt đới, sông ngòi, vùng đất ẩm với cây bụi là chủ yếu, vùng đồng cỏ, vườn nông thôn, và rừng trước đây suy thoái nghiêm trọng.

## Hình ảnh

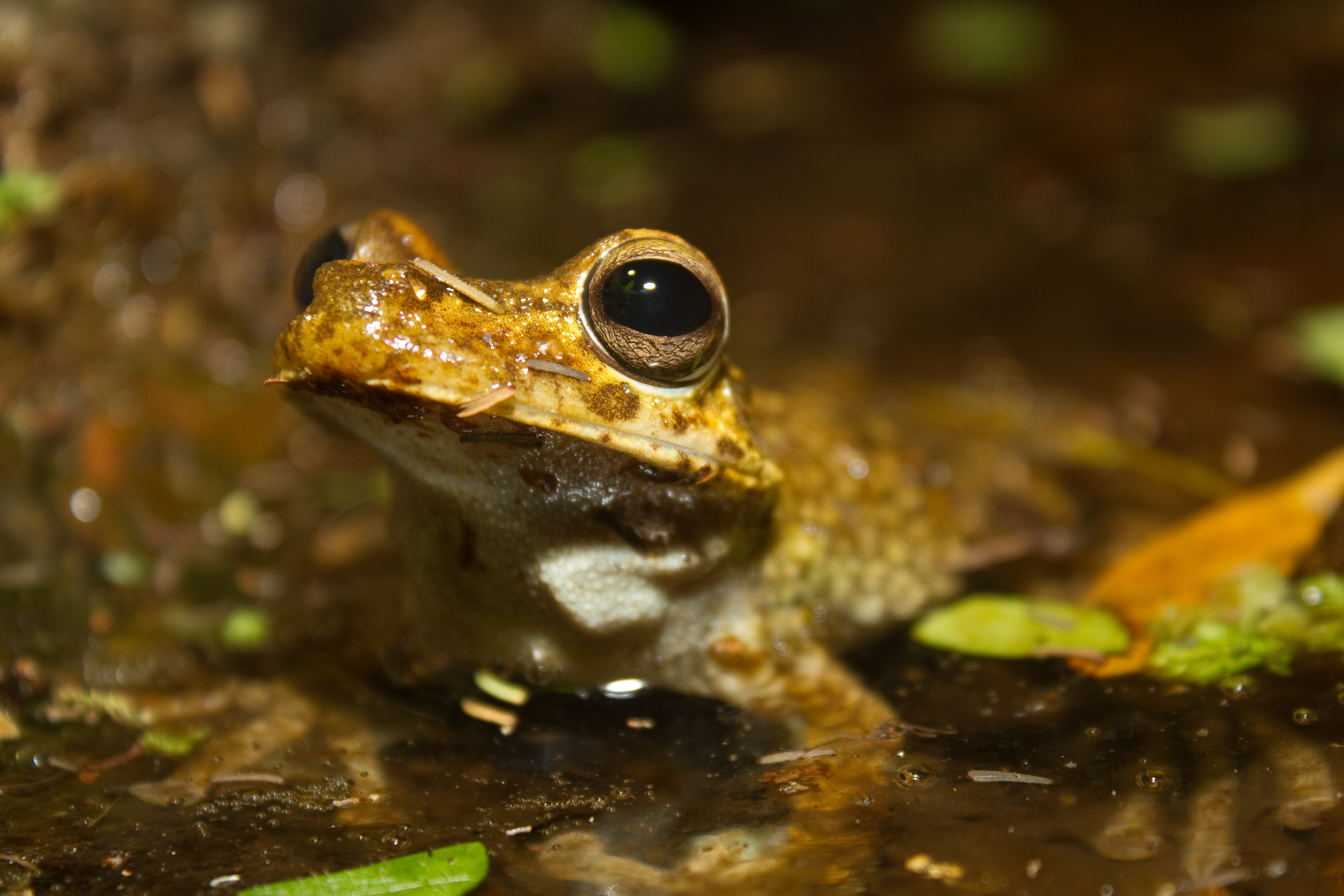
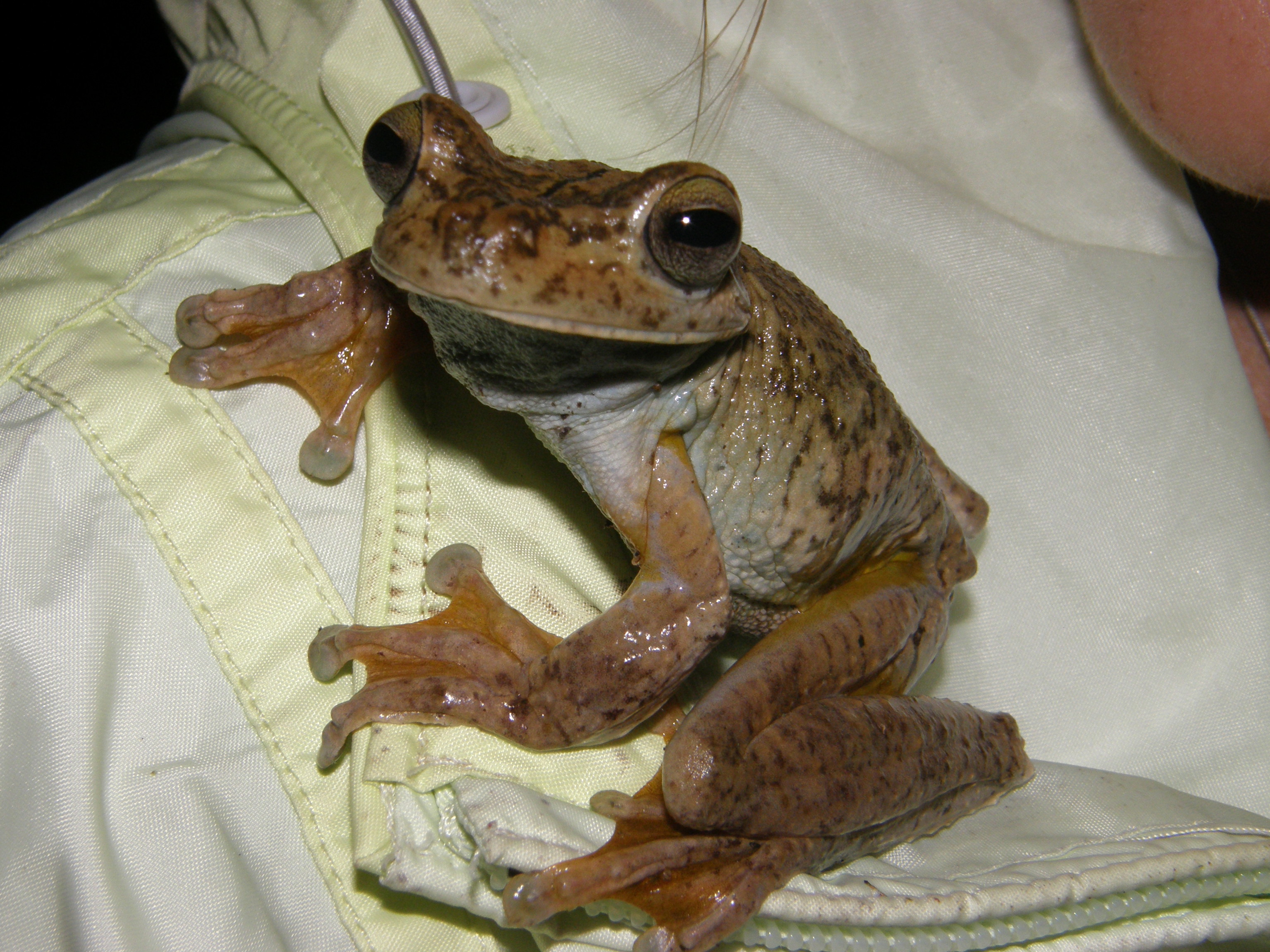
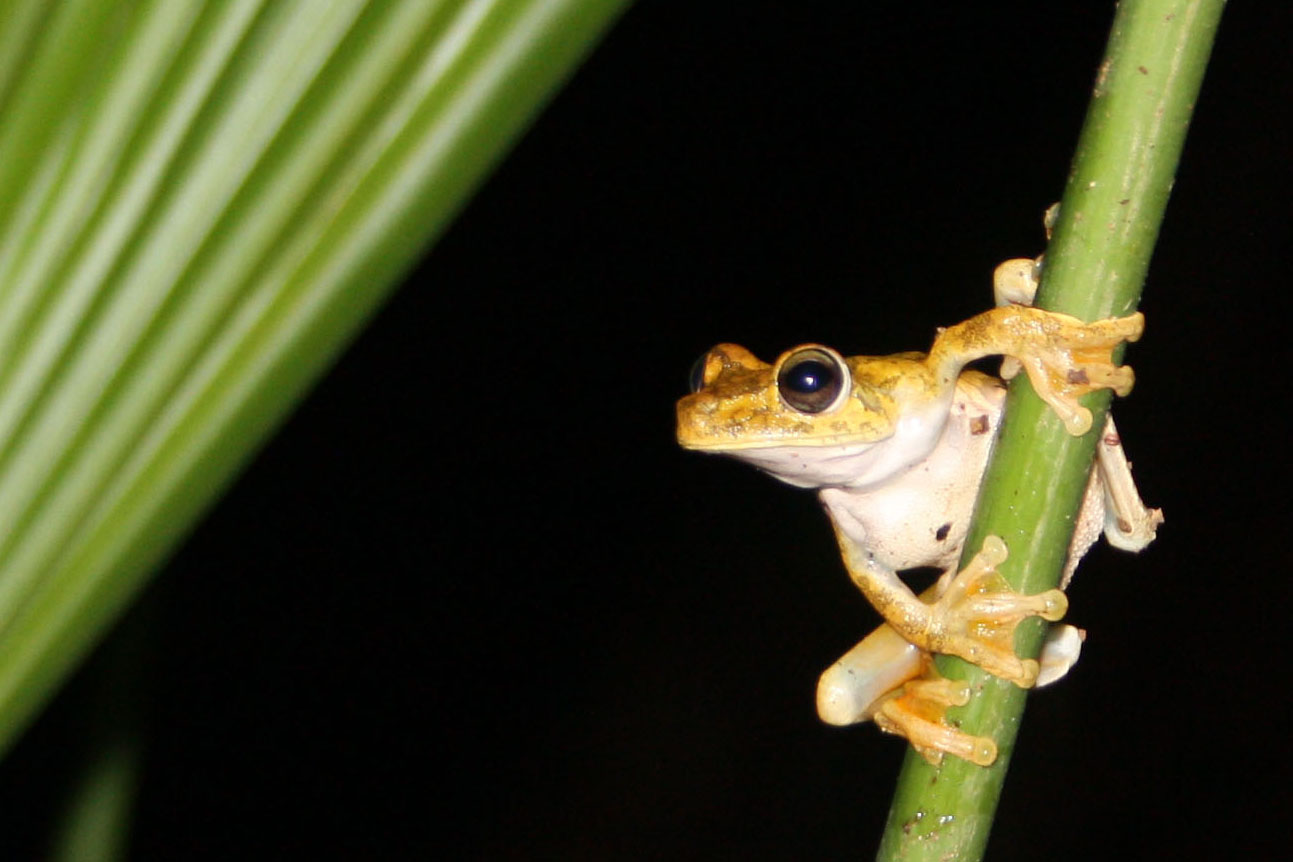
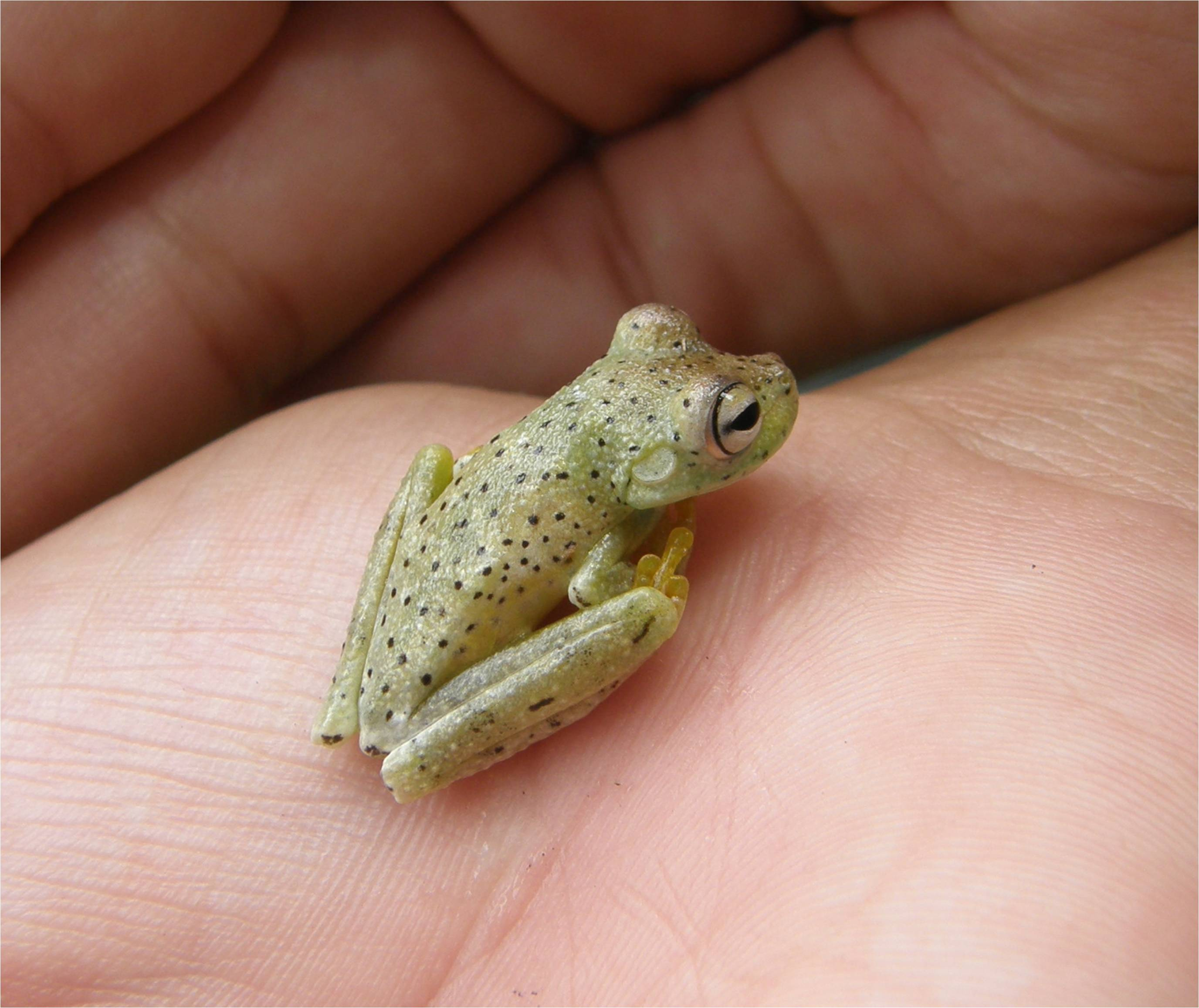